# Municipio de Limestone (condado de Peoria)
El municipio de Limestone (en inglés: Limestone Township) es un municipio ubicado en el condado de Peoria en el estado estadounidense de Illinois. En el año 2010 tenía una población de 19705 habitantes y una densidad poblacional de 211,61 personas por km².

## Geografía
Según la Oficina del Censo de los Estados Unidos, el municipio tiene una superficie total de 93.12 km², de la cual 92.46 km² corresponden a tierra firme y (0.71%) 0.66 km² es agua.

## Demografía
Según el censo de 2010, había 19705 personas residiendo en el municipio de Limestone. La densidad de población era de 211,61 hab./km². De los 19705 habitantes, el municipio de Limestone estaba compuesto por el 93.21% blancos, el 3.76% eran afroamericanos, el 0.2% eran amerindios, el 0.55% eran asiáticos, el 0.04% eran isleños del Pacífico, el 0.64% eran de otras razas y el 1.6% pertenecían a dos o más razas. Del total de la población el 1.98% eran hispanos o latinos de cualquier raza.